# 댄스가수 유랑단
《댄스가수 유랑단》은 매주 목요일 저녁 8시 50분에 방송되는 리얼 버라이어티 예능 프로그램이며, 2023년 5월 25일부터 2023년 8월 10일까지 방영되었다.

## 기획 의도
댄스 가수 계보를 잇고 있는 국내 최고의 여성 아티스트들이 전국을 돌며, 사람들의 일상 속으로 들어가 다양한 팬들을 직접 대면하고 함께 즐기는 전국 투어 콘서트 이야기를 담는 프로그램

## 방송 일정
| 방송 채널 | 방송 기간                         | 방송 시간                                |
| --------- | --------------------------------- | ---------------------------------------- |
| tvN       | 2023년 5월 25일 ~ 2023년 7월 13일 | 매주 목요일 밤 10:30 ~ 금요일 새벽 12:20 |
| tvN       | 2023년 7월 20일 ~ 2023년 8월 10일 | 매주 목요일 저녁 8:50 ~ 밤 10:40         |

## 진행자
- 홍현희

## 유랑단원
- 김완선

대표곡은 가장무도회, 오브제는 가면, 색상은 파랑색
- 엄정화

대표곡은 배반의 장미, 오브제는 장미, 색상은 분홍색
- 이효리

대표곡은 10 minutes, 오브제는 로마 숫자 10, 색상은 연하늘색
- 보아

대표곡은 No.1, 오브제는 아라비아 숫자 1, 색상은 연파랑색
- 화사 (마마무)

대표곡은 마리아, 오브제는 뱀, 색상은 옥색

## 에피소드 목록
| 회차    | 방송일                  | 실제 촬영일시  | 지역                  | 장소                                | 스페셜 단원                                                       | 비고           |
| ------- | ----------------------- | -------------- | --------------------- | ----------------------------------- | ----------------------------------------------------------------- | -------------- |
| 1~2회   | 2023년 5월 25일 6월 1일 | 2023년 4월 2일 | 경상남도 창원시       | 해군사관학교                        |                                                                   | 유랑단 첫 행사 |
| 1~2회   | 2023년 5월 25일 6월 1일 | 2023년 4월 2일 | 경상남도 창원시       | 진해군항제 폐막식                   |                                                                   |                |
| 3회     | 6월 8일                 | 4월 15일       | 전라남도 여수시       | 유랑단 출장                         |                                                                   |                |
| 3회     | 6월 8일                 | 4월 15일       | 전라남도 여수시       | 게릴라 버스킹 공연                  |                                                                   |                |
| 4회     | 6월 15일                | 4월 16일       | 전라남도 광양시       | 댄스가수 유랑단 미니 콘서트 in 광양 |                                                                   | 첫 공식 콘서트 |
| 5회     | 6월 22일                | 5월 12일       | 서울특별시 종로구     | 성균관대학교 대동제                 | 로꼬                                                              |                |
| 5회     | 6월 22일                | 5월 13일       | 서울특별시 영등포구   | 더현대 서울 - 팬사인회 이벤트       |                                                                   |                |
| 5회     | 6월 22일                | 5월 26일       | 서울특별시 성북구     | 고려대학교 입실렌티                 |                                                                   |                |
| 6회     | 6월 29일                | 5월 4일        | 광주광역시 서구       | 광주여자고등학교                    |                                                                   |                |
| 6회     | 6월 29일                | 5월 4일        | 광주광역시 북구       | 줌바 페스티벌                       |                                                                   |                |
| 7~8회   | 7월 6일 7월 13일        | 5월 5일        | 광주광역시 서구       | 댄스가수 유랑단 콘서트 in 광주      | 현재 (더보이즈), 라치카, 우원재                                   |                |
| 8~9회   | 7월 13일 7월 20일       | 6월 24일       | 강원특별자치도 양양군 | 게릴라 전통시장 버스킹 공연         |                                                                   |                |
| 10회    | 7월 27일                | 6월 25일       | 강원특별자치도 평창군 | 댄스가수 유랑단 콘서트 in 평창      | LE SSERAFIM, 퀸 와사비, 키디비, 마마무                            |                |
| 11~12회 | 8월 3일 8월 10일        | 7월 9일        | 서울특별시            | 댄스가수 유랑단 콘서트 in 서울      | 비, 현아, 태민 (샤이니), 지코 (블락비), 슬기 (레드벨벳), 저스디스 |                |